# Mary Osborn
Mary Osborn (Darlington, Reino Unido, [16 de diciembre de 1940) es una bióloga celular británica. De 1989 a 2005 fue profesora de Biología celular en la Universidad de Gotinga, donde desarrolló buena parte de su carrera. En 2002, recibió el Premio L'Oréal-UNESCO a Mujeres en Ciencia.

## Biografía
Estudió en Cheltenham Ladies' College en Cheltenham. Luego, se graduó de Matemáticos y Física en la Universidad de Cambridge. En 1963, regresó a la Universidad Estatal de Pensilvania en Estados Unidos donde hizo un máster en Biofísica sobre la segregación del ADN en "E. coli". En la misma universidad hizo un doctorado en 1972. Su tesis de doctorado trataba sobre la determinación y la utilización de la especificidad mutágeno en las bacterias que contienen mutaciones sin sentido.
Osborn hizo estudios postdoctorales en la Universidad de Harvard, donde entró en contacto con el premio Nobel James Watson. Durante tres años, ocupó plazas académicas en el laboratorio de biología molecular de Cambridge (Reino Unido) bajo la dirección de Sydney Brenner y del también premio Nobel Francis Crick, así como en el laboratorio de Cold Spring Harbor, donde trabajó durante dos años y medio.
En 1975 se casó con Klaus Weber  del Instituto Max Planck para la Química Biofísica.
Se retiró en 2005.

## Trabajos de investigación
Osborn es conocida por ser una de las pioneras en el desarrollo de la microscopía de fluorescencia indirecta. En los años 1970, juntos con su marido, consigue colorear zonas interiores de las células. Con la ayuda de anticuerpos especialmente desarrollados, lograron que fueran visibles los microtúbulos de los filamentos intermedios, que son elementos fundacionales del citoesqueleto. Así, demostró que los microtúbulos forman estructuras en la célula, a partir de las cuales se realiza el transporte intracelular.
Weber y Osborn lograron igualmente colorear los filamentos intermedios y mostrado la organización y la función de las microtúbulos y de las filamentos intermediarias en centenares de células simultáneamente. Este método es ampliamente utilizado.
Otras investigaciones llevadas por la pareja en colaboración con el biólogo celular Werner Franke han mostrado que las células reciben una "huella digital" a través del filamento intermedio. Los investigadores han podido descubrir un total de cinco tipos principales de filamentos, que difieren según el tipo de célula. Este descubrimiento es particularmente de entidad para el diagnóstico del cáncer: cuando una célula corporal resulta una célula cancerosa, conserva la huella digital de su célula de origen. Así, los anticuerpos que pueden detectar estas "huellas" específicas pueden emplearse par para diagnosticar el cáncer. Este método es particularmente de entidad para los 10 al 15% de los tumores difíciles a identificar con medios convencionales. Los patólogos Michael Altmann Berger, Alfred Schauer y Wen Domagala también participaron en el desarrollo de estos métodos.
En los años 1970, Weber y Osborn escribieron a su vez un artículo clásico sobre cómo determinar el peso del peso molecular a través de la técnica SDS-PAGE, el cual fue publicado en 1969 en el Journal of Biological Chemistry.

## Premios
Premios y distinciones
- 1979 Miembro electo de la Organización Europea de Biología Molecular
- 1987 Premio Meyenburg de Investigación sobre el Cáncer
- 1995 Miembro electo, Academia Europaea
- 1997 Doctorado honoris causa, Academia de Medicina de Pomerania, Szczecin, Polonia
- 1998 Premio Carl Zeiss, Sociedad Alemana de Biología Celular (compartido con Klaus Weber)
- 1998 Helena Rubenstein / Premio UNESCO para la mujer en la ciencia (Reino Unido)
- 2002 Premio L'Oréal / UNESCO para la mujer en la ciencia
- 2003-2006 Presidente de la Unión Internacional de Bioquímica y Biología Molecular (IUBMB)
- 2005 Premio al alumno de ciencias sobresalientes, Universidad Estatal de Pensilvania, EE. UU.
- 2014. Cruz Federal al Mérito, Primera Clase, República Federal de Alemania [15]
- 2007 Medalla Dorothea Schlözer, Universidad de Göttingen, Alemania